# Liste du patrimoine culturel immatériel de l'humanité en Côte d'Ivoire
Cet article recense les pratiques inscrites au patrimoine culturel immatériel en Côte d'Ivoire.

## Statistiques
La Côte d'Ivoire ratifie la convention pour la sauvegarde du patrimoine culturel immatériel le 13 juillet 2006. La première pratique protégée est inscrite en 2008.
En 2024, la Côte d'Ivoire compte 5 éléments inscrits au patrimoine culturel immatériel, tous sur la liste représentative.

## Listes

### Liste représentative
Les éléments suivants sont inscrits sur la liste représentative du patrimoine culturel immatériel de l'humanité.
| Élément | Type | Subdivision | Année | Lien  | Notes                                                                | Illus. |
| --- | --- | ----------- | ----- | ----- | -------------------------------------------------------------------- | ------ |
| Le Gbofe d’Afounkaha, la musique des trompes traversières de la communauté Tagbana                                                   | pratiques sociales, rituels et événements festifs | Afounkaha   | 2008  | 00121 |                                                                      |        |
| Les pratiques et expressions culturelles liées au balafon et au kolintang au Mali, au Burkina Faso, en Côte d'Ivoire et en Indonésie | traditions et expressions orales arts du spectacle pratiques sociales, rituels et événements festifs connaissances et pratiques concernant la nature et l'univers savoir-faire liés à l'artisanat traditionnel |             | 2012  | 02131 | Partagé avec le Burkina Faso et le Mali Étendu en 2024 à l'Indonésie |        |
| Le Zaouli, musique et danse populaires des communautés gouro de Côte d'Ivoire                                                        | pratiques sociales, rituels et événements festifs | Marahoué    | 2017  | 01255 |                                                                      |        |
| Les savoir-faire traditionnels liés au tissage du pagne en Côte d'Ivoire                                                             | savoir-faire liés à l'artisanat traditionnel |             | 2023  | 01255 |                                                                      |        |
| Les savoir-faire liés à la fabrication de l'attiéké en Côte d'Ivoire                                                                 | pratiques sociales, rituels et événements festifs savoir-faire liés à l'artisanat traditionnel |             | 2024  | 02086 |                                                                      |        |

### Patrimoine immatériel nécessitant une sauvegarde urgente
La Côte d'Ivoire ne compte aucun élément sur la liste du patrimoine immatériel nécessitant une sauvegarde urgente.

### Registre des meilleures pratiques de sauvegarde
La Côte d'Ivoire ne compte aucune pratique listée au registre des meilleures pratiques de sauvegarde.